# Nigel Lamb
Nigel Lamb (* 17. srpna 1956 Rhodesie) je britský letecký akrobat. Pochází z rodiny letce Royal Air Force, jako vojenský pilot se zúčastnil občanské války v Rhodesii, od roku 1980 žije ve Velké Británii. Osmkrát vyhrál British National Unlimited Aerobatic Championship, třikrát startoval na mistrovství světa v letecké akrobacii, od roku 2005 se účastní seriálu Red Bull Air Race jako příslušník Breitling Jet Teamu a v roce 2014 se stal jeho celkovým vítězem. Jako pilot účinkoval v českém filmu Tmavomodrý svět (2001).

## Výsledky v Red Bull Air Race
- 2005: 8. místo
- 2006: 9. místo
- 2007: 9. místo
- 2008: 7. místo
- 2009: 6. místo
- 2010: 3. místo
- 2014: 1. místo
- 2015: 7. místo
- 2016: 4. místo